# خانوم (رمان)
خانوم شناخته‌ترین رمانِ مسعود بهنود است.

## به دیگر زبان‌ها
این رمان به قلم سارا فیلیپس با نام Khanoum به انگلیسی درآمده است.
- Behnoud, Masoud (2008). Khanoum. Translated by Sara Phillips. Cambridge: Vanguard Press. ISBN 978-1843863755.